# Sceloglaux albifacies
El mochuelo reidor, nínox reidor o lechuzón cariblanco ((Ninox albifacies sin.: Sceloglaux albifacies) es una especie extinta de ave estrigiforme de la familia Strigidae, y única representante del género Sceloglaux. Endémica de Nueva Zelanda, se extinguió a principios del siglo XX. Algunos especímenes fueron enviados al Museo Británico donde una descripción científica fue publicada en 1845. Es llamado Whēkau en maorí.

## Descripción
Medía unos 38 cm y pesaba 600 g. Su plumaje era de color marrón amarillento con rayas de color marrón oscuro. Tenía bandas blancas en las escapularias, y ocasionalmente en la parte trasera del cuello. Las alas y la cola con rayas de color marrón claro. Patas largas, cubierta de plumas y de color amarillento rojizo. El disco facial era blanco por detrás y debajo de los ojos, decoloración de color gris con rayas de color rojo oscuro-marrón hacia el centro.
Sobre todo durante las noches, realizaba reclamos muy sonoros, compuestos de una serie de chillidos, que repetía a menudo; y de una especie de ladrido. Su reclamo le confirió su nombre común, tanto en español como en inglés (Laughing Owl), porque parecía estar riéndose.

## Distribución y hábitat
Era endémica de Nueva Zelanda, la subespecie albifacies se distribuía por la isla Sur y la isla Stewart (aunque también se han encontrado registros fósiles de esta especie en las islas Chatham); y la subespecie rufifacies en la isla Norte.
Habitaba en diversos ámbitos: bosques, matorrales, zonas abiertas; pero con escarpes rocosos para poder cobijarse y anidar.

## Comportamiento
Se alimentaba sobre todo de aves, gecos, murciélagos y roedores; aunque también comía insectos (escarabajos y lombrices).
Anidaban en afloramientos rocosos, en agujeros que fueran profundos, secos, y estrechos. Ponían dos huevos, que medían unos 48x40 mm.

## Extinción
Las razones de su extinción no están claras, posiblemente fue la modificación de sus hábitats y la introducción de mamíferos que predaban sobre ella, y sobre sus presas (sobre todo por la disminución de las poblaciones de la  rata negra). También la introducción de enfermedades aviarias, y la recolección de ejemplares para los museos pudieron contribuir a su extinción.
Era una especie abundante cuando los europeos llegaron en 1804. Se fue haciendo cada vez más rara hacia 1840, y su declive fue muy rápido. El último espécimen de la subespecie de la Isla Norte (rufifacies) fue recogido en 1889, aunque hubo avistamientos no confirmados hasta la década de 1930.
La subespecie de la isla Sur resistió más, el último avistamiento confirmado se produjo en 1914 en South Canterbury, aunque siguió habiendo noticias de avistamientos hasta la década de 1960.